# Tövishát
A Tövishát kistáj a Szilágyságban, Szilágycseh és Zilah között, a Szamosba és a Krasznába futó patakok közötti területen.
Települései:
Benedekfalva, Bogdánd, Bősháza, Désháza, Diósad, Hadad, Hadadnádasd, Kisdoba, Kusaly, Lele, Magyargoroszló, Menyő, Mocsolya, Nagydoba, Nagymon, Selymesilosva, Szamosardó, Szér, Szilágyballa, Szilágycseh, Szilágyerked, Szilágyfőkeresztúr, Szilágygörcsön, Szilágykövesd, Szilágysámson, Szilágyszeg, Szilágyszentkirály, Szilágyújlak, Vérvölgy, Völcsök.
A terület, melynek magyar lakossága románokkal vegyesen lakik,  egykor gazdag népi hagyományokkal rendelkezett; Vérvölgy, Kisdoba, Nagydoba, Nagymon lakosságának népviseletére jellemző volt a kék szin használata: Fekete posztó karimájú kék kalapot, vagy báránybőrből készült kék posztó tetejű sapkát viseltek, divatos volt a kék "mándli", melyet egykor csak Zilah földműves lakossága viselt, és innen a Tövishát vidékéről kezdett elterjedni a "bőrkozsó" is a Szilágyság más területeire.
Népi építészetének jellemzője volt a sövényfalú ház, melyről Kós Károly is írt tanulmányt, valamint a faépítészet, melynek megkapó bizonyítékai a környék máig fennmaradt haranglábai, mint például Menyő, mely egyszerű, de rendkívül kifejező, és a haranglábak közül talán a legrégebbi, vagy Szamosardó, mely a menyőihez hasonló, lebilincselő látványt nyújtó épület.
A tájegység egykori kisnemesi falvai közül a legnevezetesebb volt Diósad.